# Battaglia di Lode
La battaglia di Lode fu uno degli scontri combattuti durante la guerra di Livonia tra la Svezia e Russia il 23 gennaio 1573. La schermaglia fu vinta dagli svedesi con perdite numeriche contenute.

## Battaglia
Il 23 gennaio un esercito svedese di 700 fanti e 600 cavalieri al comando di Clas Åkesson Tott si scontrò con un'armata russa al comando di Simeon Bekbulatovič presso il villaggio di Koluvere, poco distante da Lode. Tott diede ordine alla sua cavalleria di impegnare i russi e, nonostante le unità della stessa fossero in forte inferiorità numerica, esse riuscirono a rompere le formazioni nemiche e ad irrompere, dovendo però poi ritirarsi a causa della superiorità numerica dei nemici. Tott, tuttavia, sfruttò quest'opportunità per colpire ancora una volta con la sua fanteria e cavalleria e dopo un po' l'intera armata russa si disperse. La cavalleria svedese inseguì le truppe dello zar, che a quel punto si diedero alla fuga in preda al panico, e falcidiò molti russi durante la loro fuga.
Secondo la cronaca di Balthasar Russow, una fonte svedese, la forza russa contava 16 000 e perse circa 7 000 uomini durante la battaglia, un numero che, molto probabilmente, risulta sovrastimato. Ciò che sembra più verosimile riguarda il totale delle perdite svedesi, che furono abbastanza limitate, a differenza degli uomini dello zar. Tott fece ritorno a Reval (Tallinn) con tutta la sua artiglieria, centinaia di cavalli e un gran numero di slitte abbandonate dai russi durante la loro disfatta. Lo zar Ivan IV diede in seguito il via ai negoziati di pace e inviò una lettera a Giovanni III, re di Svezia. Tuttavia, a causa dei precedenti negoziati che erano terminati in modo infruttuoso, il monarca svedese dubitò dell'effettiva volontà da parte della Russia di giungere a una pace e proseguì le sue campagne militari.